# Museu de História Natural Senckenberg
O Museu de História Natural Senckenberg é um museu de história natural localizado em Frankfurt, oeste da Alemanha, ocupando um espaço de mil metros quadrados, distribuídos em dois andares. É particularmente popular entre as crianças, que apreciam a extensa coleção de fósseis de dinossauros: Senckenberg.
Ele é o segundo maior museu de história natural na Alemanha. Lá existe uma gigantesca coleção de esqueletos de dinossauros, na qual é uma das maiores em toda a Europa. Uma atração que vale à pena é o fóssil de dinossauro com sua pele totalmente preservada. O museu abrange, também, uma das mais variadas coleções sobre aves (aproximadamente 2.000 espécies).
Um tesouro particular é um fóssil de dinossauro com uma pele exclusiva e preservada. O museu contém uma grande e diversificada coleção de pássaros com 90.000 penas de aves 5.050 ovos fixam 17.000 esqueletos e 3.375 espécimes espirituosos. Em 2010, quase 517 mil pessoas visitaram o museu. 
O edifício que abriga o Museu Senckenberg foi erguido entre 1904 e 1907 fora do centro de Frankfurt, na mesma área que a Universidade Johann Wolfgang Goethe, fundada em 1914. O museu pertence e é operado pela Senckenberg Nature Research Society, que começou com uma doação de Johann Christian Senckenberg.
Modelo de dinossauro Diplodocus longus e basalto colunar em frente ao Museu Senckenberg.
Hoje, os visitantes são recebidos fora do prédio por grandes recreações de dinossauros de tamanho natural, baseadas nas últimas teorias científicas sobre a aparência de dinossauros. No interior, pode-se seguir as pistas de um Titanossauro, que foi impressionado no chão, em direção ao seu esqueleto impressionante em um pátio protegido.
As atrações incluem um Diplodocus (doado pelo Museu Americano de História Natural por ocasião da inauguração do edifício do museu atual em 1907), o Hadrosaur Parasaurolophus com crista, um Psittacosaurus fosilizado com cerdas claras em torno de sua cauda e conteúdo estomacal visivel visível e um Oviraptor. As principais atracções públicas também incluem o Tyrannosaurus rex, um original de um Iguanodon, e o mascote do museu, o Triceratops.
Embora os dinossauros atraem a maioria dos visitantes devido ao seu tamanho, o Museu Senckenberg também possui uma grande coleção de exposições de animais de todas as épocas da história da Terra. Por exemplo, o museu abriga um grande número de originais do poço de Messel: ratos de campo, répteis, peixes e um antecessor do cavalo moderno que viviam há cerca de 50 milhões de anos e tinham menos de 60 cm de altura. 
Único na Europa é um elenco da famosa Lucy, um esqueleto quase completo do hominídeo ereto Australopithecus afarensis. Armários históricos cheios de bichos de pelúcia estão dispostos nos níveis superiores; entre outras coisas, pode-se ver um dos vinte exemplos existentes do quagga, que foi extinto desde 1883.
Uma vez que a remodelação terminou em 2003, a nova exibição de répteis aborda a biodiversidade de répteis e anfíbios e o tema da conservação da natureza. Uma árvore da floresta tropical acessível oferece vistas de diferentes zonas da floresta tropical do chão ao dossel da árvore e os habitats aos quais os répteis exóticos se adaptaram.
O Museu Senckenberg oferece conferências noturnas regulares e passeios.